# Calinic al III-lea al Constantinopolului
Calinic al III-lea (în greacă Καλλίνικος Γ΄, transliterat: Kallinikos 3; n. secolul al XVII-lea, Naxos, Administrația descentralizată a Mării Egee⁠⁠(d), Grecia – d. 20 noiembrie 1726, Constantinopol, Imperiul Otoman) a fost un cleric ortodox grec, care a îndeplinit funcția de patriarh ecumenic al Constantinopolului pentru o zi în 1726. El nu este numărat uneori printre patriarhi, iar atunci Calinic al IV-lea, care a fost patriarh pentru o scurtă perioadă în 1757, este numărat ca al treilea patriarh cu acest nume.

## Biografie
Calinic era originar din insula Naxos și a fost mitropolit de Heracleea înainte de a fi ales patriarh al Constantinopolului.
După ce Ieremia al III-lea a fost destituit la 19 noiembrie 1726, mitropolitul Calinic a fost ales patriarh în seara aceleiași zile, dar a murit în cursul nopții în casa sa înainte de întronizare, posibil din cauza unui infarct cauzat de vestea alegerii sale.
Taxa de numire pe care trebuia să o plătească sultanului otoman pentru a permite alegerea sa a fost maximul atins vreodată: nu mai puțin de 36.400 de kuruș, adică aproximativ 5.600 de livre de aur. Aceste sume mari ale taxelor de numire, pe care Biserica Greacă le putea suporta  cu o mare greutate, s-au datorat atât lăcomiei conducătorilor otomani, cât și rivalităților și certurilor din cadrul comunității grecești, care au dus la schimbări rapide și la reinstalări ale patriarhilor. Ca urmare a scandalului declanșat de risipirea unei sume atât de mari de bani pentru o singură zi de domnie, situația Patriarhiei Ecumenice s-a îmbunătățit încet, prin oferirea unor taxe mai mici și alegerea ierarhilor pe durate mai lungi.